# Riedelella tyleri
Riedelella tyleri är en plattmaskart som beskrevs av Timoshkin OA 200. Riedelella tyleri ingår i släktet Riedelella och familjen Rhynchokarlingiidae. Inga underarter finns listade i Catalogue of Life.